# Tejo de Bermiego

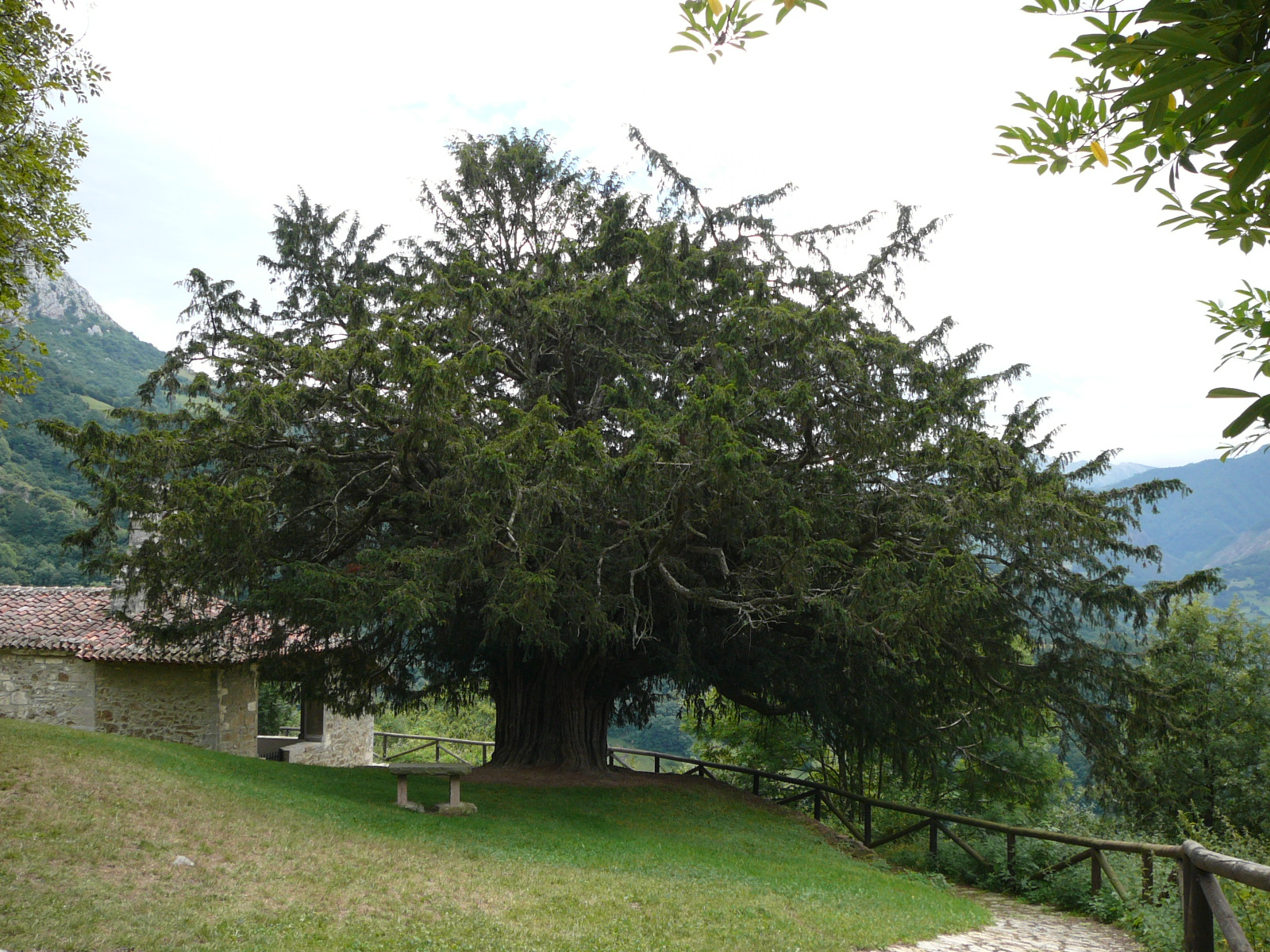
Tejo de Bermiego.

El tejo de Bermiego es un árbol milenario de la especie Taxus baccata que se encuentra en la localidad española de Bermiego, Asturias. 
Está plantado en la falda occidental de la sierra del Aramo, a las afueras del pueblo y dentro del recinto de la iglesia.
Este tejo fue declarado monumento natural el 27 de abril de 1995 por lo que está protegido e incluido en el plan de recursos naturales de Asturias. Aunque se desconoce su edad por falta de estudios que se puedan contrastar, se cree que puede alcanzar el milenio de vida.
Su morfología es casi perfecta con una copa que mide 15 m, 10 m de altura y un tronco de entre 6,5 a 7 m de perímetro.
Por la sensibilidad de las raíces a la compactación del suelo, se encuentra protegido su perímetro alrededor de la proyección de la copa, para evitar el pisoteo continuado de los visitantes y otros daños que se le pudieren causar.